# ダイズ

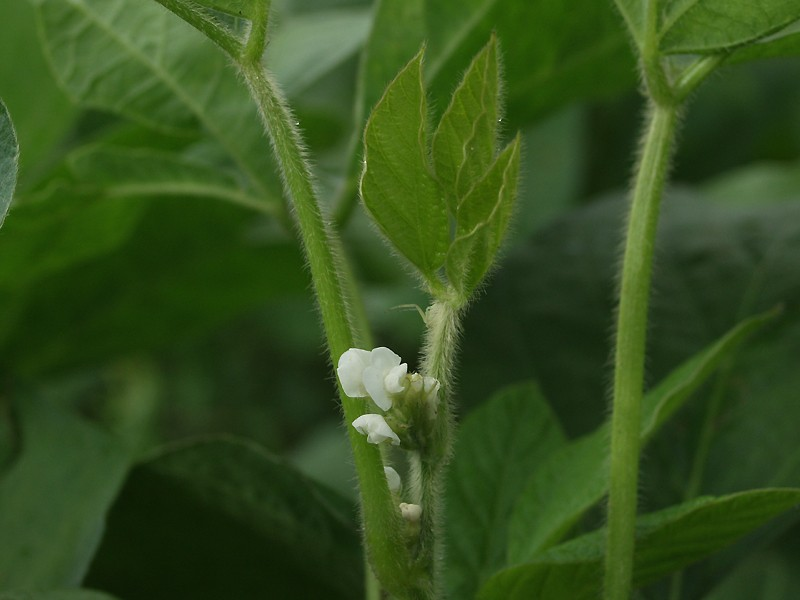
大豆の花

大豆（学名: Glycine max）は、マメ科の一年草。完熟種子は主に搾油の原料となり、脱脂後の絞り粕（大豆粕）は飼料として利用されている。食用にもなり特に東アジアでは様々な利用形態が発達している。未成熟の種子を枝豆と呼ぶ。
東アジア原産のツルマメが原種と考えられる。ツルマメは特に日本、中国、韓国に広く分布している。。

## 特徴
農作物として世界中で広く栽培されている。日本には縄文時代に存在したと思われる世界最古の大豆の出土例があり、『古事記』にも大豆の記録が記載されている。
植物の中でもタンパク質を多く含有することから日本・ドイツでは「畑の（牛）肉」、アメリカ合衆国では「大地の黄金」とも呼ばれている。また、日本料理やその調味料の原材料として中心的役割を果たしている（後述）。菜食主義や殺生を禁じた宗教においては植物性のタンパク源として利用され、精進料理においても重用された事で多くの加工食品が生み出された。加工食品の技術が上がるにつれて、肉を模した代替食品としても注目されている。

### 連作障害

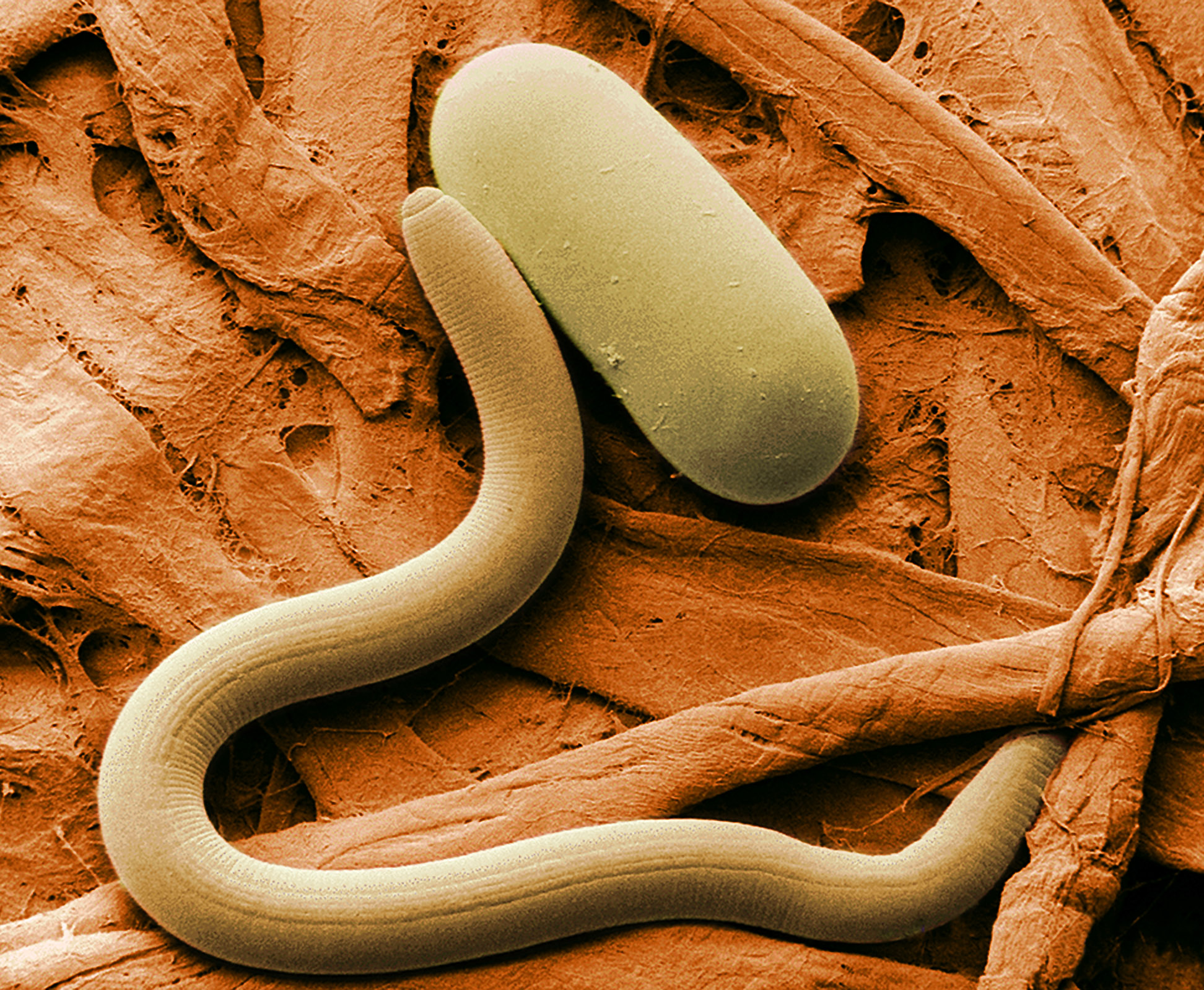
葉の黄化や生育不良、収穫減少などの生育障害の原因になっていると考えられているダイズシストセンチュウ

古くからの在来種・固定種が多く現存している。両性花なので自家受粉可能であり、自家採種のしやすい植物である。その反面、葉の黄化や生育不良や収穫減少などの連作障害を起こしやすいため、隔年または2年ごとに輪作を行ない、違う作物を作付けし、連作を避けるか、連作を行なうために土壌消毒や土壌改善を行う等の対策を練らねばならない。日本国内においては、このことが栽培規模拡大への障害のひとつとなっている。連作障害にはダイズシストセンチュウが関与していると考えられている。
それほど耐湿性が高い作物ではないため、稲作との輪作では水田地形特有の過剰な水分や冠水などがダイズの生育に影響を与えることがある。多くの場合、畝を高く盛ることで対応するが、アメリカのミシシッピ川デルタ地帯などの大規模な湿地帯の農家では対応が難しく死活問題となる。このため、耐湿性の強さに着目した品種の導入や改良も試みられている。

### 根粒菌との共生
ダイズを含む一部のマメ科植物は根に根粒もしくは茎に茎粒を持ち、根粒菌という細菌が共生している。根粒菌は植物からリンゴ酸などの効率の良い栄養分をもらって生活の場を提供してもらう代わりに、大気中の窒素を植物にとって使いやすいアンモニアに転換（窒素固定）する。窒素は植物にとって必須元素であり、肥料として取り入れる成分の一つであるが、自然界では一部の細菌と雷などでしか使用可能形態に転換できない。根粒菌はその能力が高いため、それを持つ植物は自ら窒素肥料を作ることができることになり、やせている土地でもよく育つものが多い。
大豆はかつては、地力涵養作物だと思われてきた。だが、実際は大豆は地力消耗作物であり、子実にタンパク質を多く含むため、多量の窒素を必要とするので、大豆の作付けは土壌中の窒素を消耗し地力の低下を招く。稲わらのみのすき込みの場合、大豆1作の窒素消耗量は水稲6作分の窒素消耗量に匹敵する。地力窒素の維持のためには、水稲作との輪作が必要である。大豆の生育に使われる窒素は、その3割が地力由来、6割が根粒菌由来、1割が施肥由来と言われている。
大豆は肥料がいらない作物だと思われがちだが、実は肥沃な土で栽培しないと収量が上がらない。特に根粒菌が固定した窒素の供給が盛んになるのは発芽後4週間からなので、それまでの栄養分を補ってやる必要がある。共生成立までの過程に於いて、Nodファクターと受容体による経路とIII型分泌系による経路の複数の経路があることが解明されている。

## 世界への伝播
大豆は20世紀初頭までは、東アジアに限られた主に食用の作物であった。20世紀に入り満鉄が満州において「満州大豆」など大豆の品種改良や新種開発に乗り出してから、油糧作物および飼料作物として世界に生産が広まり、20世紀後半には生産量が急拡大した。21世紀には、大豆と脱脂大豆を合わせた交易重量は長らく世界最大の交易作物である小麦と並ぶ量となった。

### 原産地
原産地は東アジアである。日本にも自生しているツルマメが原種と考えられている。
遺伝学的研究によれば、東アジア地域で野生ツルマメからの栽培化が進行し、2010年代の考古学的研究では、縄文時代中期、紀元前4000年後半より日本列島での栽培が見られることが2015年の研究で判明し、この時期以降に野生種からの人為的な栽培に特徴的な種子の大型化がみられる。2007年には、縄文時代後期中頃。日本列島においては縄文時代においてアズキやリョクトウなどの炭化種実が検出されているためマメ類の利用が行われていたことが判明していた。山梨県の酒呑場遺跡から出土した土器のダイズ圧痕は蛇体装飾の把手部分から検出されており、これは偶然混入したものではなく意図的に練りこまれた可能性が想定されており、その祭祀的意図をめぐっても注目されている。
中国や日本などでは米・麦・粟・稗（ひえ）・豆（大豆）が五穀として重用されている。

### 世界への伝播

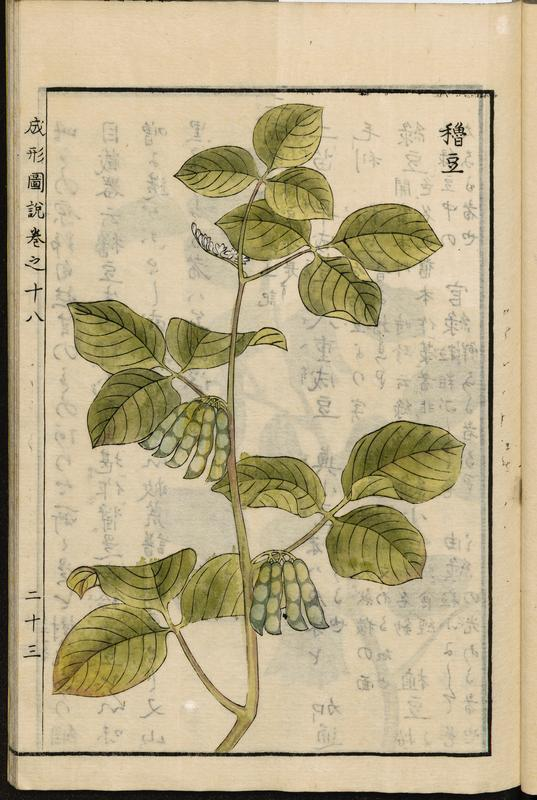
大豆、『成形図説』の挿絵（1804）

ヨーロッパに伝わったのは18世紀、アメリカには19世紀のことである。ヨーロッパにダイズの存在を伝えたのはエンゲルベルト・ケンペルだといわれており、彼が長崎から帰国した後、1712年に出版した『廻国奇観』において、ダイズ種子を醬油の原料として紹介した。ヨーロッパでは1739年にフランスでの試作、アメリカでは1804年にペンシルベニア州での試作が最初の栽培とされている。ベンジャミン・フランクリンの手紙の中に、1770年にイギリスにダイズ種子を送る旨が記してある。ヨーロッパでそれ以前にダイズの存在を知られていなかった理由として、既に他の豆類が栽培されていたことや、土壌が合わなかったこと、根粒菌が土壌にない場合があったことなどが挙げられている。
このようにダイズの伝搬が遅れたため、英語名の「Soy」は醤油が語源と言われる。
ダイズが伝播後19世紀にかけては、アジア圏以外では重要な作物とはみなされておらず、緑肥や飼料作物としての生産に留まっていた。20世紀に入り搾油用の需要が拡大していった。ヘンリー・フォードは、油脂の採取、繊維・プラスチックの開発目的で大豆農園を経営していた。作物（油糧作物）として注目されるようになったのは1920年代以降であり、ヨーロッパで食料として初めて収穫されたのは1929年とされる。アメリカで本格的にダイズが栽培されるようになったのは、1915年にワタミハナゾウムシの侵入によってアメリカ南部の綿花が大打撃を受け、それまでアメリカの製油業の中心であった綿実油が不足してからである。ワタに代わる新たな製油材料として、それまでも徐々に栽培を拡大させてきたダイズは一気に脚光を浴びることとなった。1920年代には製油用や飼料用としての需要の高まりにより、さらに大規模に栽培されるようになった。第二次世界大戦後、アメリカは世界最大の大豆生産国となったが、1973年に大豆の輸出規制を実施。大豆の消費の多くをアメリカからの輸入品に頼っていた日本は、輸入国の多様化を図る必要性に迫られた。当時の田中角栄政権は、ブラジルで放棄されてきた内陸部のサバンナ地帯（セラード）に着目、大豆生産を働きかけたところ軌道に乗り、2010年代のブラジルはアメリカに匹敵する規模の大豆生産国となった。
タンパク質含有量の高いダイズ種子は用途が広く、様々な食品の製造に加工されている。そのタンパク質以外の成分である脂質からは食用油以外にもレシチンなどが抽出され、利用されている。

## 呼称
原産地である東アジアでは、大豆（中国・日本）、黄豆（広東語・贛語）と呼ばれている。その他の多くの地域では、東アジアにおける名称とは異なった Soy / Soya、もしくはそれに類似した呼称が使われている。この Soy の起源は日本語の醤油であると考えられている。その経緯は、17世紀にオランダが日本との通商をとおして醤油を soya としてヨーロッパへ紹介したことに遡る。
英国においても、17世紀の文献に醤油を Saio、Soy とした記述が見られる。その後20世紀に入るまで Soy とは醤油を意味する単語であった。20世紀に入り、東アジア以外の国で大豆が主に油糧作物・飼料作物として栽培・利用されるようになり、醤油の原料であることから英語では soybean または soya bean、他の国でも同様に呼ばれるようになった。
属名 Glycine はリンネウスによる命名である。本属の命名時、リンネウスはこの属内の種の一つが甘い根を持つことに気付いた。この甘味に基づいて、ギリシア語で「甘い」を意味する γλυκός (glykós) をラテン語化した。本属名はアミノ酸のグリシン (Glycine) とは直接の関係はない。
リンネウスは著者『植物の種』においてダイズを Phaseolus max という学名で記載した。1917年、エルマー・ドリュー・メリルは国際植物命名規則に従って、ダイズの正しい学名は Glycine max となるべきだ、と主張した。

## 生産

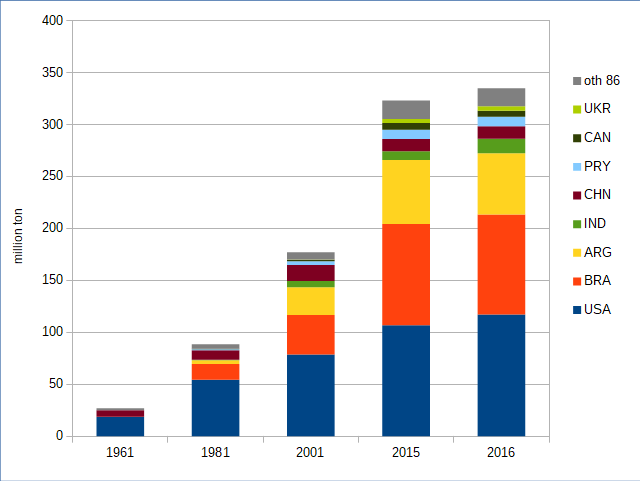
大豆生産の推移 (1961 - 2016)単位百万トン
国コード; ISO_3166-1_alpha-3, oth 86; 他86か国
2016年の上位8か国で94.82%の生産

大豆の生産は20世紀初頭、第二次世界大戦前までは中国の特に東北地方（満州国）が世界最大の生産国であり、輸出国であった。大豆の輸入が途絶えた米国では国内での生産へシフトし、満洲で品種改良や新種開発を培ってきた日本を占領下に治めた戦後から20世紀後半にかけて世界最大の生産・輸出国となった。21世紀に入り増加し続ける需要に呼応し、ブラジル・アルゼンチン他南米各国で生産が拡大していった。
大豆は生産・輸出トン数ではトウモロコシや小麦には及ばないが、輸出金額ではトウモロコシや小麦を抜いて世界最大の交易作物となっている。米国の2017年の作物輸出金額の一位は大豆で216億ドル、二位はトウモロコシの91億ドルであった。ブラジルは世界最大のコーヒー豆と砂糖キビの生産国であるが、輸出金額トップは大豆で190億ドル、砂糖は104億ドル、コーヒー豆は48億ドルであった。アルゼンチンでも大豆製品の輸出金額は脱脂大豆100億ドル、大豆油41億ドル、丸大豆32億ドルの計173億ドルで2位のトウモロコシ42億ドルを大きく引き離している。
| -            | 1965  | 1970  | 1975  | 1980  | 1985   | 1990   | 1995   | 2000   | 2005   | 2010   | 2015   | 2019   |
| ------------ | ----- | ----- | ----- | ----- | ------ | ------ | ------ | ------ | ------ | ------ | ------ | ------ |
| 世界         | 31705 | 43697 | 64249 | 81040 | 101157 | 108456 | 126924 | 161308 | 214543 | 265088 | 323308 | 333672 |
| ブラジル     | 523   | 1509  | 9893  | 15156 | 18279  | 19898  | 25683  | 32821  | 51182  | 68756  | 97465  | 114269 |
| アメリカ     | 23014 | 30675 | 42140 | 48922 | 57128  | 52416  | 59174  | 75055  | 83507  | 90663  | 106954 | 96793  |
| アルゼンチン | 17    | 27    | 485   | 3500  | 6500   | 10700  | 12133  | 20136  | 38290  | 52675  | 61447  | 55264  |
| 中国         | 6206  | 8775  | 7302  | 7966  | 10512  | 11008  | 13511  | 15409  | 16348  | 15084  | 11788  | 15729  |
| インド       | 10    | 14    | 91    | 442   | 1024   | 2602   | 5096   | 5276   | 8274   | 12736  | 8570   | 13268  |
| パラグアイ   | 22    | 41    | 220   | 537   | 1172   | 1795   | 2212   | 2980   | 3988   | 7460   | 8856   | 8520   |
| カナダ       | 219   | 283   | 367   | 690   | 1012   | 1262   | 2298   | 2703   | 3156   | 4445   | 6456   | 6045   |

| -            | 1965 | 1970  | 1975  | 1980 | 1985 | 1990 | 1995 | 2000  | 2005  | 2010  | 2015  | 2019  |
| ------------ | ---- | ----- | ----- | ---- | ---- | ---- | ---- | ----- | ----- | ----- | ----- | ----- |
| 中国         | 0    | 0     | 27    | 576  | 0.5  | 0.9  | 294  | 10419 | 26590 | 54798 | 81690 | 88586 |
| メキシコ     | 3    | 102   | 22    | 522  | 1494 | 897  | 2232 | 3985  | 3714  | 3772  | 3890  | 4851  |
| アルゼンチン | 0    | 0     | 0     | 1.8  | 0.04 | 0.04 | 0.1  | 238   | 748   | 1.8   | 0.5   | 4548  |
| エジプト     | 0    | 0.003 | 0.002 | 1    | 5    | 25   | 55   | 243   | 574   | 1752  | 1764  | 4257  |
| オランダ     | 391  | 1105  | 1282  | 3495 | 2960 | 4122 | 5372 | 5381  | 4870  | 3553  | 3467  | 4113  |
| ドイツ       | 1332 | 2134  | 3502  | 3935 | 2900 | 2718 | 2907 | 3840  | 3884  | 3383  | 3787  | 3666  |
| 日本         | 1847 | 3244  | 3334  | 4401 | 4910 | 4681 | 4813 | 4829  | 4181  | 3456  | 3243  | 3392  |

| -            | 1965 | 1970  | 1975  | 1980  | 1985  | 1990  | 1995  | 2000  | 2005  | 2010  | 2015  | 2019  |
| ------------ | ---- | ----- | ----- | ----- | ----- | ----- | ----- | ----- | ----- | ----- | ----- | ----- |
| ブラジル     | 75   | 290   | 3333  | 1549  | 3491  | 4077  | 3493  | 11517 | 22435 | 29073 | 54324 | 74073 |
| アメリカ     | 6196 | 11839 | 12496 | 21786 | 17566 | 15467 | 22840 | 27192 | 25658 | 42351 | 48216 | 52388 |
| アルゼンチン | 0    | 0     | 0     | 2700  | 2963  | 3214  | 2550  | 4123  | 9962  | 13616 | 11650 | 10054 |
| パラグアイ   | 1    | 0     | 102   | 235   | 710   | 1411  | 1270  | 1796  | 2972  | 4659  | 4576  | 4901  |
| カナダ       | 83   | 29    | 10    | 96    | 105   | 166   | 654   | 771   | 1181  | 2776  | 4247  | 4013  |
| ウルグアイ   | 0    | 0     | 0     | 9     | 6     | 27    | 0     | 0     | 477   | 1968  | 3035  | 2971  |
| ウクライナ   | -    | -     | -     | -     | -     | -     | 5     | 8     | 175   | 196   | 2199  | 2953  |

日本は現在大部分を輸入に頼っているため、2003年に世界的不作から価格が高騰したときには大きな影響を受けた。最大の生産国はアメリカ合衆国、次いでブラジル、アルゼンチン、中華人民共和国と続く。アメリカの大豆生産量は増減が激しいが、近年アルゼンチンとブラジルの大豆生産量が大きな伸びを示している。輸出国は、アメリカ合衆国、ブラジル、アルゼンチン、パラグアイ、カナダの順である。日本の輸入量は、中華人民共和国、EU 27カ国に次ぐ世界第3位である。中華人民共和国では経済成長に伴う食生活の変化により消費量が増加しており、これからも増え続けると見られている。
日本国内のダイズ生産量は平成22年度で222,800トンであり、県別では北海道（主に空知、十勝、上川地方）が57,100トンで最大産地となっており、以下宮城県の18,100トン、佐賀県の17,700トン、福岡県の16,100トンと続く。日本でダイズ生産量が1万トンを超えるのはこの4道県のみである。平成26年では231,800トンであり、県別では北海道が73,600、以下宮城県19,300, 佐賀県15,300、福岡県14,300となっている。平均収量は、北海道(233kg/10a)・佐賀(229kg/10a)・福岡(198kg/10a)の順で、収穫量の上位の収量が多い。

### 戦略物資としての大豆
中国は世界の大豆生産量の6割を輸入する大消費地であるが、その輸入元の3割はアメリカ合衆国となっていた。2018年、両国間で貿易摩擦問題が深刻化し、アメリカが中国産品に追加関税を掛けることを予告すると、中国もアメリカ産大豆を含む報復関税対象リストを発表。春先には大豆市場の価格が2割近く下落する動きが見られた。結果的に同年7月には、アメリカと中国で追加関税、報復関税を掛けあう米中貿易戦争 (2018年)に発展し、大豆が経済戦争上の戦略物資の一つとして注目を浴びた。なお、中国が大豆を含む報復関税対象リストを発表した時点では、すでにアメリカの農家は大豆の作付け準備が終わっており、今後、中国の需要を見込んだアメリカ産大豆の在庫が積み上がり価格の下落圧力となる可能性があること、また中国の需要を満たすため各国の作付け面積が増やすなど、国際的な大豆の生産消費に大きな変化が生じることが予想されている。

## 用途
2007年のダイズ（丸大豆）の世界消費は、大豆油と脱脂大豆（ミール）への分離加工用が87%と圧倒的多数を占め、ついで飼料用が7%、食用が6%であった。また、油分分離後の脱脂大豆は、高タンパクの飼料として価値が高く、世界の穀物取引の中心であるシカゴ商品取引所にはダイズと大豆粕（大豆ミール）がともに上場され、盛んに取り引きされている。
以下は2013年度の全世界の大豆の需要供給の収支表である。大豆の総生産量は2億7836万トンで、その38.4%の1億692万トンが輸出された。輸入量が1億209万トン、在庫変動がプラス608万トンであった。
| 大豆需供バランス 2018年 (単位百万トン) | 大豆需供バランス 2018年 (単位百万トン) | 大豆需供バランス 2018年 (単位百万トン) | 大豆需供バランス 2018年 (単位百万トン) | 大豆需供バランス 2018年 (単位百万トン) | 大豆需供バランス 2018年 (単位百万トン) | 総供給量比        | 備考         |
| 大豆 供給量 345.54                     | 加工用 299.49 (86.67%)                 | 油生産 55.60 (16.09%)                  | 供給量 54.76                           | 飼料                                   | 0.01                                   | 0.004%            |              |
| 大豆 供給量 345.54                     | 加工用 299.49 (86.67%)                 | 油生産 55.60 (16.09%)                  | 供給量 54.76                           | 食用                                   | 22.60                                  | 6.54%             |              |
| 大豆 供給量 345.54                     | 加工用 299.49 (86.67%)                 | 油生産 55.60 (16.09%)                  | 供給量 54.76                           | その他                                 | 25.67                                  | 7.43%             | バイオ燃料他 |
| 大豆 供給量 345.54                     | 加工用 299.49 (86.67%)                 | 油生産 55.60 (16.09%)                  | 供給量 54.76                           | 損失                                   | 0.005                                  | 0.001%            |              |
| 大豆 供給量 345.54                     | 加工用 299.49 (86.67%)                 | ミール 生産 179.27 (2013年)            | 供給量 178.91                          | 飼料                                   | 175.87                                 | 65.76% (2013年比) |              |
| 大豆 供給量 345.54                     | 加工用 299.49 (86.67%)                 | ミール 生産 179.27 (2013年)            | 供給量 178.91                          | その他                                 | 3.04                                   | 1.14% (2013年比)  |              |
| 大豆 供給量 345.54                     | 飼料                                   | 飼料                                   | 飼料                                   | 飼料                                   | 22.94                                  | 6.64%             |              |
| 大豆 供給量 345.54                     | 食用                                   | 食用                                   | 食用                                   | 食用                                   | 10.35                                  | 2.99%             |              |
| 大豆 供給量 345.54                     | 種子                                   | 種子                                   | 種子                                   | 種子                                   | 9.21                                   | 2.66%             | 栽培用       |
| 大豆 供給量 345.54                     | その他                                 | その他                                 | その他                                 | その他                                 | 1.49                                   | 0.43%             |              |
| 大豆 供給量 345.54                     | 損失                                   | 損失                                   | 損失                                   | 損失                                   | 5.25                                   | 1.52%             |              |

以上のように大豆の第一次の用途で最大のものは加工用大豆の85%であり、未加工大豆の食用は4%に達しない。加工用大豆から生成されるダイズ油の食用分9.1%、醸造用などに使われる大豆粕1.14%を加味してもヒトの食用は総生産重量の約14%となっている。一方で飼料の用途では未加工大豆が6.53%、加工用大豆から搾油された後の副産物の飼料用大豆粕が65.76%で合計72.29%が使われており、重量の観点から大豆は重要な飼料作物のひとつといえる。一方で大豆の大部分が家畜飼料に使用されることから、中国のように、食料安全保障を確保するために家畜飼料中の大豆のシェアを削減するよう求める動きもある。
ダイズ油のその他の利用は6.53%で、これはバイオマス燃料や化学工業用などである。近年は加工用大豆の需要が拡大し続けており、食用の比率は年々低下している。
日本国内のダイズ消費量は2005年度に534万8000トンであり、このうち大豆油用が429万6000トン、食用が105万2000トンである。ダイズが基幹食料となっている日本では食用消費の占める割合が世界消費に比べかなり多くなっているが、それでも20%弱に過ぎない。日本国内の食用消費の内訳は、豆腐が49万6000トンで半数近くを占め、ついで味噌・醬油用が17万1000トン、納豆用が13万6000トン、煮豆や惣菜用が3万3000トン、その他が21万5000トンとなっている。国産大豆は食用消費の21%を占めている。

### 栄養価
| 項目                     | 分量(g) |
| ------------------------ | ------- |
| 脂肪                     | 19.94   |
| 飽和脂肪酸               | 2.884   |
| 14:0（ミリスチン酸）     | 0.055   |
| 16:0（パルミチン酸）     | 2.116   |
| 18:0（ステアリン酸）     | 0.712   |
| 一価不飽和脂肪酸         | 4.404   |
| 16:1（パルミトレイン酸） | 0.055   |
| 18:1（オレイン酸）       | 4.348   |
| 多価不飽和脂肪酸         | 11.255  |
| 18:2（リノール酸）       | 9.925   |
| 18:3（α-リノレン酸）     | 1.33    |

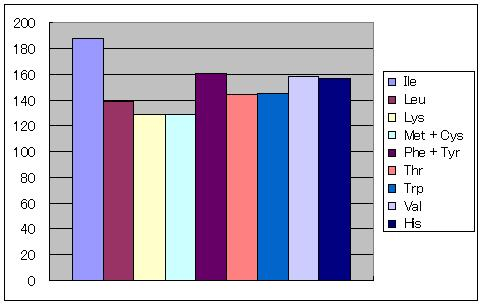
ダイズのアミノ酸スコア

大豆種子はタンパク質・脂質および炭水化物を豊富に含んでおり、主にその脂質とタンパク質を食用および飼料用に利用するために大規模に生産され利用されている。サポニンやイソフラボンも含まれている。
ダイズ種子貯蔵タンパク質のアミノ酸残基組成において、含硫アミノ酸であるメチオニンとシステイン残基が少なく、それらは制限アミノ酸となっていると言われたことがある。そのため、タンパク質の有効利用効率を示すアミノ酸スコアやプロテインスコアを下げていると言われていた。
しかし、これらは成長期のラットに基づく数値であり、その後、ヒトに基づく数値に置き換えられ、具体的には、大豆のアミノ酸スコアが1973年には86点だったものが、1985年には100点と変更された。大豆は、牛乳や卵と同等の良質なタンパク質であるとの評価を得ている。

### 大豆油
ダイズから得られる大豆油は、パーム油に次ぐ代表的な食用油であり、大豆需要の87%を占めている。主要な生産国は、中国、アメリカ、ブラジル、アルゼンチンで、上位5カ国で8割を占める。日本では菜種油が好まれるため、大豆油の生産量は40万トン前後と菜種油の半分以下に留まる。
近年では環境配慮型の素材とされる大豆インキの原料としての需要も拡大している。
残渣の大豆粕は醤油の原料や家畜の飼料、大豆ミールとして粗タンパク質源に利用されていたが、最近は『ヘルシー』を売りにした小麦粉代替食品としても拡販が進んでいる。
大豆レシチン
大豆レシチンは、大豆油の副産物で、絞ったばかりの大豆粗油をろ過し、お湯を混ぜ、成分を水側に移し遠心分離機で2層になった油を分離後、速やかに水分を乾燥させたものである。利用用途としては、化粧品や食品の乳化剤に利用される。

### 飼料
飼料用としては主に大豆ミール（大豆粕）が利用される。大豆はタンパク質源として良質で、肉牛を肥えさせたり、鳥の産卵率を上昇させるのに大きく寄与している。ただし、含有タンパク質中のメチオニンやシステイン残基含量が少ないため、タンパク質の有効利用効率を上げるために、メチオニンやシステインを多く含む他の飼料と混合して利用されている。飼料としての需要は1960年頃から増加した、理由として、飼料として大豆ミールとトウモロコシを1：4の割合で配合すると家畜のタンパク質変換効率が大幅に向上することが発見されたことと、BSE問題によって飼料のタンパク質源として肉骨粉の利用が規制されたため、肉骨粉に替わるタンパク質源としてダイズ種子の需要は増したためである。

### 食用
ダイズ種子(大豆)はタンパク質や脂肪、鉄分、カルシウムなど、ミネラルを多く含む。畑の肉と称されるほどタンパク質が豊富で、調理法によっては肉のような食感が得られるため、戒律によって食肉の扱いに慎重なイスラム教徒などに人気の食材となっている。
日本では色々な形に加工され、利用されている。まず、大豆を暗所で発芽させるとモヤシ、未熟大豆を枝ごと収穫し茹でると枝豆、さらに育てて完熟したら大豆となる。大豆を搾ると大豆油、油を絞った粕は大豆粕として食用・醤油製造や飼料へ、煎って粉にするときな粉、蒸した大豆を麹菌と耐塩性酵母で発酵させると醬油・味噌、また蒸した大豆を納豆菌で発酵させると納豆となる。熟した大豆を加水・浸漬・破砕・加熱したものを搾ると液体は豆乳、その残りはおから、豆乳を温めてラムスデン現象によって液面に形成される膜を湯葉、にがりを入れて塩析でタンパク質を固めると豆腐、豆腐を揚げると「油揚げ」「厚揚げ」、焼くと「焼き豆腐」、凍らせて「凍み（高野）豆腐」となる。代替肉タンパク質源としても利用され食肉に似た食味の製品も作られる。大豆にはサポニン等水溶性の低分子化合物やタンパク質性のプロテアーゼ・インヒビターやアミラーゼ・インヒビターやレクチンなども含まれており、これらの加工にはそれらの除去の意味もある。
| 年   | みそ | 醤油 | 豆腐・油揚げ | 納豆 | 凍豆腐 | 豆乳 | 煮豆・惣菜 | きなこ | その他 | 合計  |
| ---- | ---- | ---- | ------------ | ---- | ------ | ---- | ---------- | ------ | ------ | ----- |
| 1997 | 165  | 26   | 494          | 122  | 30     | 3    | 33         | 14     | 132    | 1,019 |
| 1998 | 162  | 26   | 495          | 128  | 30     | 4    | 33         | 16     | 152    | 1,046 |
| 1999 | 166  | 30   | 492          | 127  | 29     | 6    | 33         | 17     | 117    | 1,017 |
| 2000 | 166  | 30   | 492          | 122  | 29     | 7    | 33         | 17     | 114    | 1,010 |
| 2001 | 149  | 32   | 492          | 129  | 29     | 9    | 33         | 17     | 125    | 1,015 |
| 2002 | 149  | 35   | 494          | 141  | 29     | 11   | 33         | 17     | 126    | 1,035 |
| 2003 | 138  | 38   | 494          | 137  | 30     | 19   | 33         | 17     | 128    | 1,034 |
| 2004 | 139  | 37   | 496          | 139  | 33     | 29   | 33         | 18     | 129    | 1,053 |
| 2005 | 141  | 40   | 494          | 131  | 33     | 32   | 33         | 18     | 130    | 1,052 |
| 2006 | 140  | 40   | 492          | 130  | 33     | 30   | 33         | 18     | 130    | 1,046 |
| 2007 | 139  | 40   | 497          | 130  | 30     | 25   | 33         | 19     | 132    | 1,045 |
| 2008 | 137  | 39   | 496          | 129  | 29     | 25   | 33         | 19     | 130    | 1,037 |
| 2009 | 131  | 39   | 490          | 125  | 27     | 29   | 33         | 19     | 100    | 993   |
| 2010 | 127  | 39   | 480          | 123  | 26     | 32   | 33         | 19     | 97     | 976   |
| 2011 | 126  | 35   | 465          | 122  | 24     | 34   | 31         | 18     | 95     | 950   |
| 2012 | 124  | 33   | 450          | 123  | 22     | 40   | 30         | 17     | 93     | 932   |

### 生薬
蒸した黒豆（黒大豆）を発酵させてから乾燥させたものは、香豉（こうし、別名：豆豉（ずし））という生薬であり、陶弘景校定による『名医別録』には「豉」として収載されている。香豉には発汗作用、健胃作用があるとされ、香豉を含有する漢方薬には梔子豉湯、瓜蔕散などがある。本来、黒豆の発酵・乾燥品を用いるが、現在では納豆を乾燥させたものを代用する。

### 消化
多くのマメ科植物の種子と同様に、ダイズ種子中には、微量タンパク質を含み多様な機能を発揮する。プロテアーゼ・インヒビター(プロテアーゼ阻害剤) (トリプシン・インヒビター、セリンプロテアーゼ・インヒビター(セルピン))やアミラーゼ・インヒビター(Α-グルコシダーゼ阻害剤)やレクチンが含まれて消化を悪くする。
生で大豆を食べると、トリプシン・インヒビターなどにより消化不良で下痢を起こすことがある。加熱処理をすることで変性・失活させて消化吸収効率を上げている。
大豆乳の加熱処理について、100℃10分間の加熱処理した大豆乳には加熱未処理試料のトリプシン・インヒビター活性の約34%が残存し、また100℃20分間では約30%、120℃10分間では約10%、120℃20分間でも約5%のトリプシン・インヒビター活性が残存した。
黒大豆を95℃で加熱した場合のトリプシン・インヒビターの活性変化について、1%のNaCl（食塩）溶液中、16%のショ糖溶液中では、いずれも60分の加熱でトリプシン・インヒビターの70%の活性が残存していたが、0.1%の重曹溶液中の45分の加熱でトリプシン・インヒビターの活性は完全に失われた。
納豆菌はトリプシン・インヒビターを分解するプロテアーゼを作ることができ、それにより消化酵素であるトリプシンが正常に機能して、タンパク質の消化吸収効率が増大する。

## タイプ
用途別
- 蛋白大豆＝食用
- 油大豆＝油用
- 枝豆用

## 主な品種・ブランド
- 黒豆
- 赤豆
- 大鉄砲大豆
- くろさき茶豆
- だだちゃ豆
- 青入道（青大豆）
- 雁食豆
- ミヤギシロメ
- 大白（おおじろ）
- 音更大袖

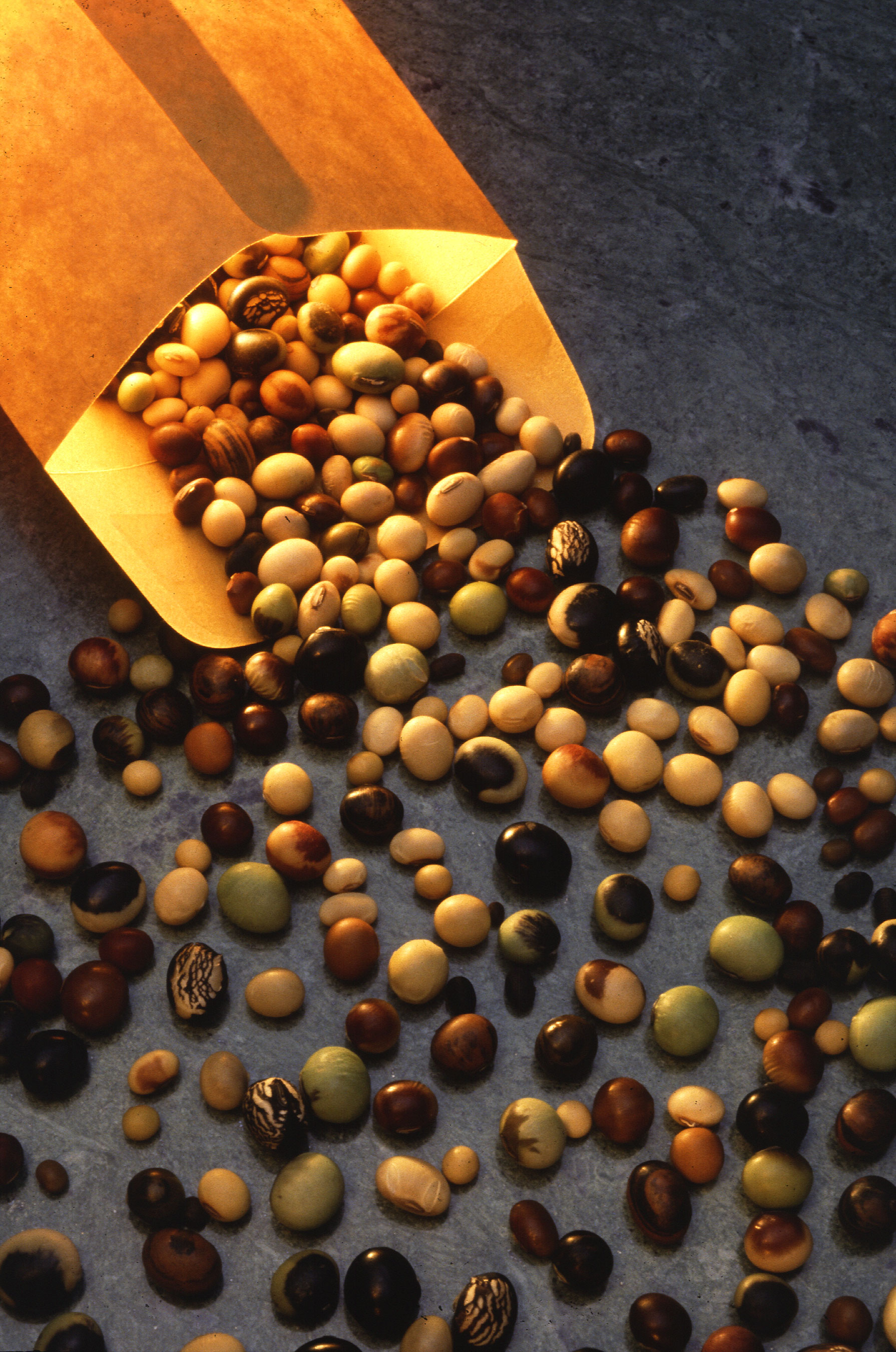
様々な大豆

- フクユタカ - 日本のシェア第1位の大豆品種。主に豆腐用。
- エンレイ - 日本のシェア第2位の大豆品種。主に豆腐用。
- 納豆小粒・一関在来・遠野在来・地塚・小娘・生娘 - 納豆専用の小粒品種[54]。
- 小糸在来
- 津久井在来大豆

## さまざまな大豆加工食品

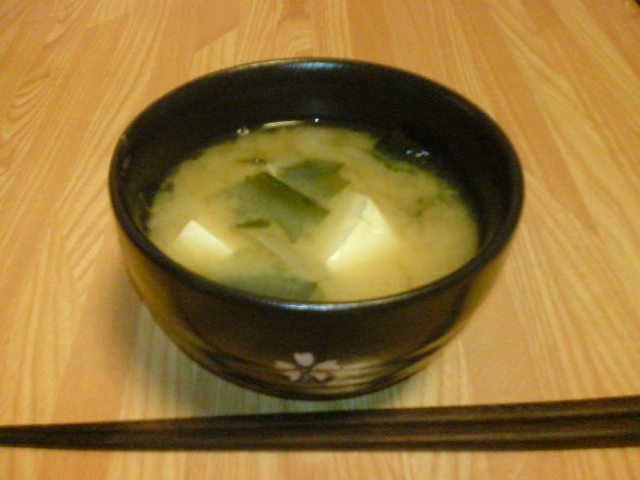
豆腐の味噌汁。豆腐と味噌はともに大豆から作られ、日本の食生活の根幹を成している

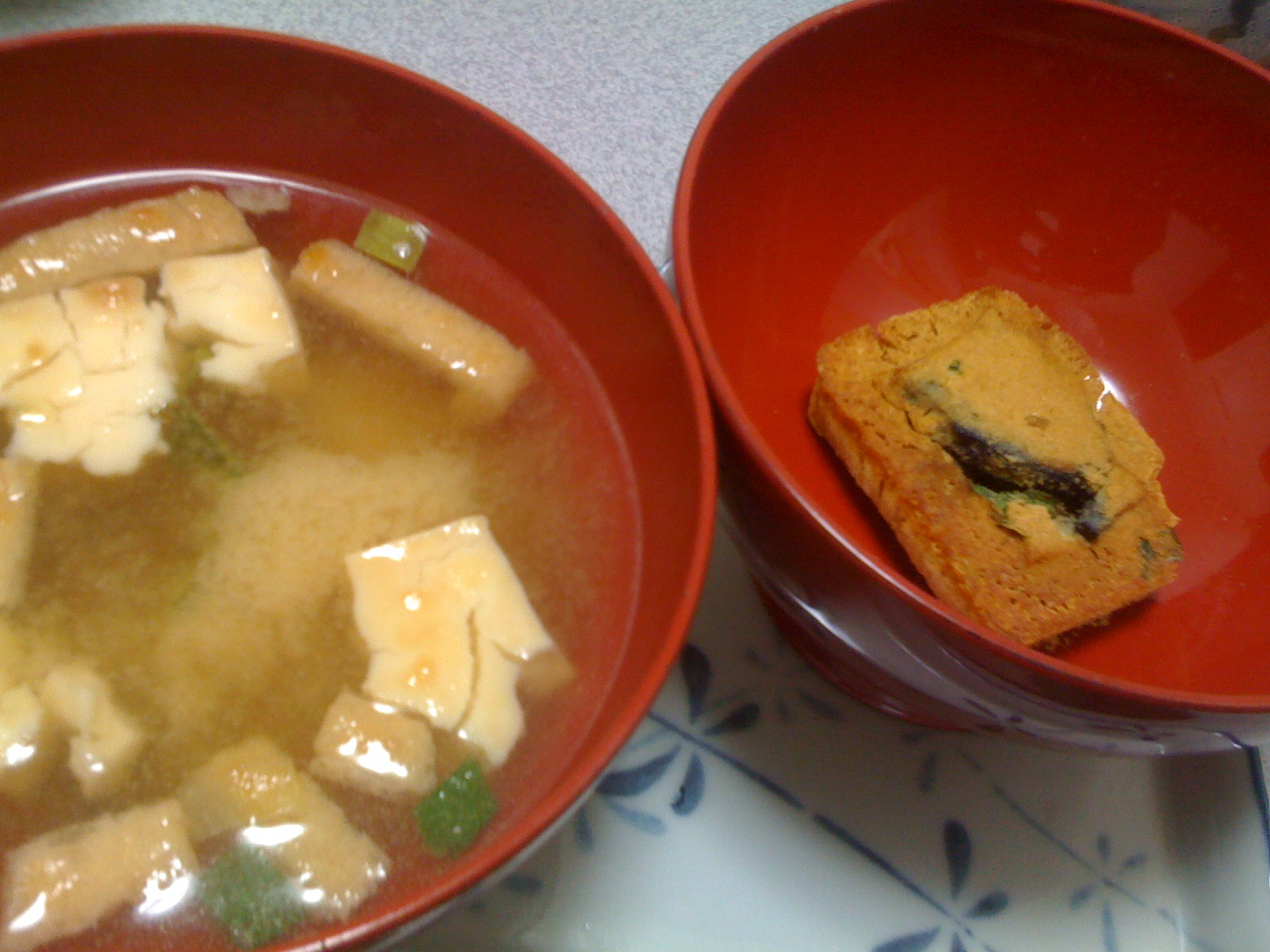
インスタント味噌汁。味噌・豆腐・油揚げは、全て大豆から作られている

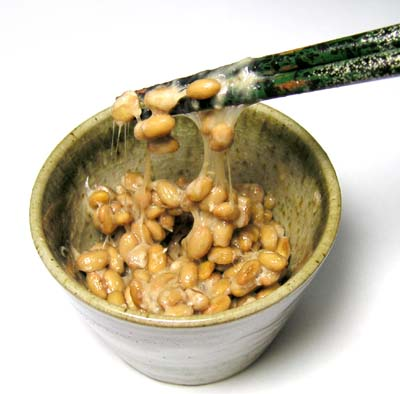
納豆

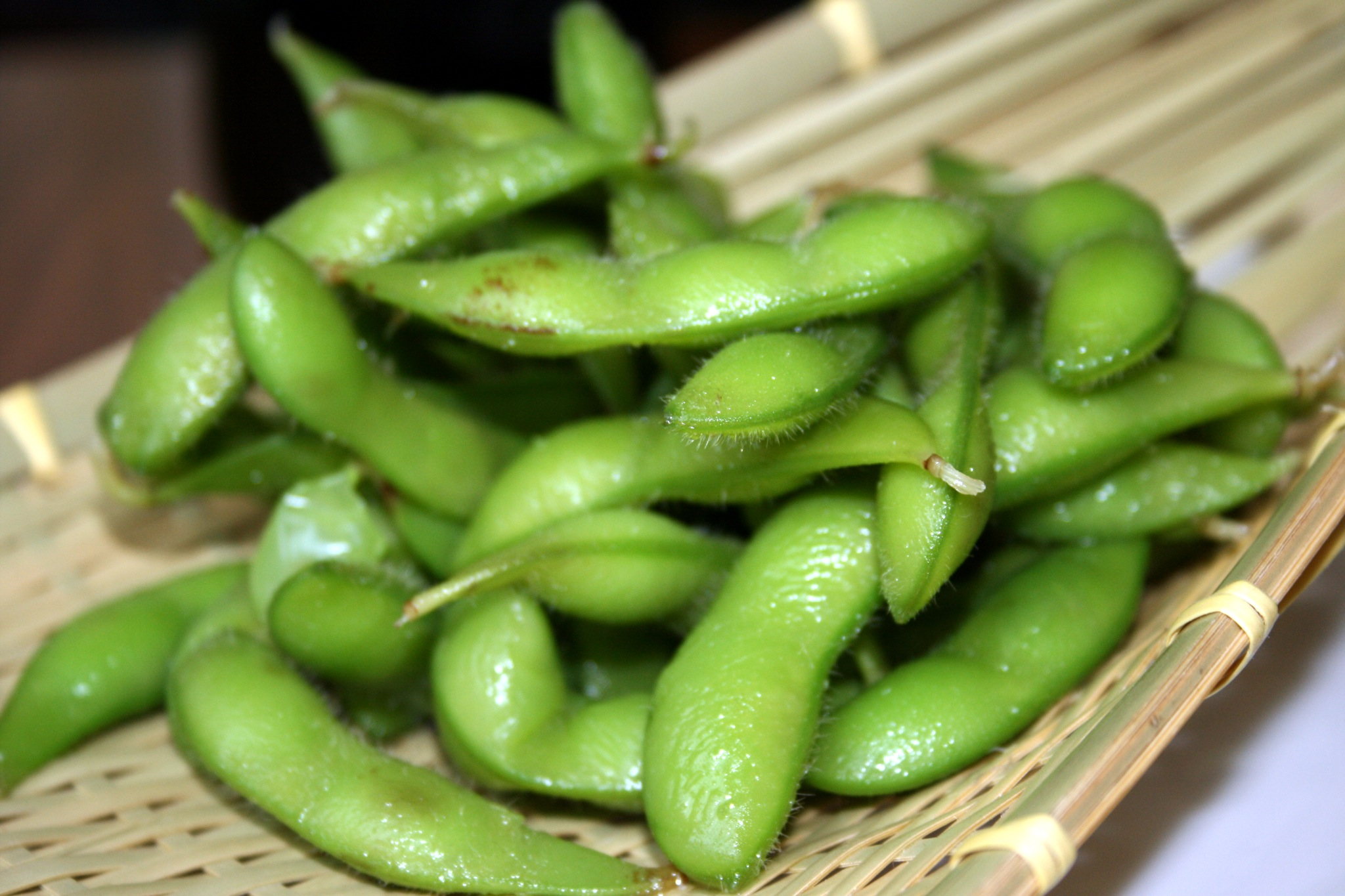
枝豆

現在日本でよく知られている大豆加工食品には以下のようなものがある。
大豆の原形をとどめるもの
- 乾燥大豆 - 大豆を保存する際の基本形であり、数時間以上水にもどしてから調理に用いる。また節分時のようにそのまま「炒り豆」にすることも。
- 煮豆 - 味をつけずに煮た「水煮」は調理に用いられる。保存のきく缶詰やレトルトパックに個装されて市販もされている。枝豆も参照。
- 甘納豆

大豆を粉砕したり搾ったりしたもの
- 大豆油
- きな粉
- ずんだ - 未成熟の青い大豆を茹でてから粉砕し、砂糖または塩を加え餡仕立てにしたもの
- 打豆（かち豆）- 大豆を粗く粉砕して乾燥させたもの。さまざまな調理に用いる。
- 呉 - 水煮した大豆を摩砕した状態のもの（豆乳とおからに分離する前段階のもの）
  - 豆乳 - 呉を布などで搾って得られる液体
    - ゆば - 豆乳を加熱して生じる皮膜
    - 豆腐 - 豆乳ににがりを加えて凝固させたもの
      - 油揚げ - 薄切りにした豆腐を揚げたもの
      - 生揚げ、厚揚げ - 厚く切った豆腐を揚げたもので、内部に豆腐のままの部分を残している。
      - がんもどき - 水気を絞った豆腐に具材を混ぜて油で揚げたもの
      - 揚げ出し豆腐 - 豆腐に片栗粉などをまぶして揚げたもの
      - 豆腐干 - 豆腐をよく搾って作る中華食材
      - 高野豆腐 - 豆腐を凍結したのちに乾燥させたもの
      - 豆腐の味噌漬け
      - 豆腐餻（とうふよう）、腐乳、臭豆腐（しゅうどうふ） - 豆腐の発酵食品
      - 豆腐ハンバーグ、トーファーキー

    - ごどうふ - 豆乳に葛粉などを加え、加熱して固めたもの
    - 豆汁 - 豆乳を発酵させたもの

  - おから - 呉から豆乳を搾ったあとの皮や繊維質を中心とした残りの部分
- 大豆ミート - 大豆を食肉（ミート）のような食感に加工した食材。ハンバーグや唐揚げなどに使われる[55]。
- ソイペーパー - 加熱後に潰して海苔のように薄く加工した食材

大豆を発酵させた加工食品
- 醬油
- もろみ
- ケチャップマニス - インドネシアの醬油
- 味噌
- 納豆
  - 豆豉（とうち） - 塩辛納豆様の物を乾燥させて作る中華食材。豆豉醤の材料にもなる。
- テンペ - カビをつけて発酵させたインドネシアの食品。

| （ダイズの若芽）モヤシ |                        |                          |                              |                          |
| （未成熟のもの）枝豆   |                        |                          |                              |                          |
| （乾燥）乾燥大豆       |                        |                          |                              |                          |
| （粉砕せず加熱）       | （炒る）炒り豆         | （製粉）きな粉           | （製粉）きな粉               | （製粉）きな粉           |
| （粉砕せず加熱）       | （煮る）煮豆           |                          |                              |                          |
| （粉砕せず加熱）       | （甘煮）甘納豆         |                          |                              |                          |
| （粉砕・乾燥）         | 打ち豆                 | 打ち豆                   | 打ち豆                       | 打ち豆                   |
| （圧搾・抽出）         | 大豆油                 | 大豆油                   | 大豆油                       | 大豆油                   |
| （圧搾・抽出）         | 脱脂加工大豆           | （発酵）醤油、味噌       | （発酵）醤油、味噌           | （発酵）醤油、味噌       |
| （水とともに摩砕）呉   | （圧搾した液体）豆乳   | （加熱で生じた皮膜）湯葉 | （加熱で生じた皮膜）湯葉     | （加熱で生じた皮膜）湯葉 |
| （水とともに摩砕）呉   | （圧搾した液体）豆乳   | （にがりで凝固）豆腐     | （揚げる）                   | 油揚げ                   |
| （水とともに摩砕）呉   | （圧搾した液体）豆乳   | （にがりで凝固）豆腐     | （揚げる）                   | 生揚げ、厚揚げ           |
| （水とともに摩砕）呉   | （圧搾した液体）豆乳   | （にがりで凝固）豆腐     | （揚げる）                   | がんもどき               |
| （水とともに摩砕）呉   | （圧搾した液体）豆乳   | （にがりで凝固）豆腐     | （揚げる）                   | 揚げ出し豆腐             |
| （水とともに摩砕）呉   | （圧搾した液体）豆乳   | （にがりで凝固）豆腐     | （凍結・乾燥）高野豆腐       |                          |
| （水とともに摩砕）呉   | （圧搾した液体）豆乳   | （にがりで凝固）豆腐     | （発酵）豆腐餻、腐乳、臭豆腐 |                          |
| （水とともに摩砕）呉   | （圧搾した液体）豆乳   | （にがりで凝固）豆腐     | （脱水）豆腐干               |                          |
| （水とともに摩砕）呉   | （圧搾した液体）豆乳   | （葛粉で凝固）ごどうふ   |                              |                          |
| （水とともに摩砕）呉   | （圧搾した液体）豆乳   | （発酵）豆汁             |                              |                          |
| （水とともに摩砕）呉   | （圧搾した残り）おから |                          |                              |                          |
| （発酵）               | 醤油                   | 醤油                     | 醤油                         | 醤油                     |
| （発酵）               | もろみ                 |                          |                              |                          |
| （発酵）               | ケチャップマニス       |                          |                              |                          |
| （発酵）               | 味噌                   |                          |                              |                          |
| （発酵）               | 納豆                   |                          |                              |                          |
| （発酵）               | テンペ                 |                          |                              |                          |

## 健康への影響
ダイズは大豆オリゴ糖を含み整腸作用がある。大豆オリゴ糖を関与成分とした特定保健用食品が許可されている。
大豆をよく食べる女性グループで脳梗塞・心筋梗塞のリスクが低下した。疫学調査では、大豆の摂取は肥満および閉経後女性で糖尿病発症のリスクが低下するものの、全体としては糖尿病発症との関連なしとされた。
かつて、デザイナーフーズ計画のピラミッドの1群に属し、ショウガと共に、癌予防効果のある食材の第3位として位置づけられていた。2006年3月27日、アメリカ合衆国の健康専門月刊誌『ヘルス』による世界の5大健康食品が発表され、スペインのオリーブ油、日本の大豆、ギリシャのヨーグルト、インドのダール（豆料理）、大韓民国のキムチの5品目が選出された。
順天堂大学の研究によれば、納豆の摂食頻度と月経状態・月経随伴症状は有意の関係がみられ、摂食頻度の増加は症状を軽減させている可能性があるとしている。
雄の2型糖尿病マウスに大豆サポニンAグループと大豆サポニンBグループを別々に投与したところ大豆サポニンBグループに血糖値上昇抑制作用は認められたが大豆サポニンAグループにはその作用は認められなかった。
発酵性大豆食品の摂取量が多いほど総死亡リスクが低いとの指摘がある。

### アレルギー
大豆はアレルゲンの1つであり、日本のアレルギー原因食物の全年齢を対象とした調査分析では、大豆の割合は2008年には全体の1.5％で11位、2017年の1.6％で10位となっている。特定原材料に準ずるアレルゲンとされ、原材料表示に可能な限り表示するよう努めることとなっている。アナフィラキシーショックを起こす可能性があるため、アトピーや喘息などアレルギー素因のある者は注意が必要である。

### イソフラボン
大豆イソフラボンとは、大豆に含まれるゲニステイン、ダイゼイン、グリシテインなどのイソフラボンの総称で、弱い女性ホルモン作用を示すことから骨粗鬆症や更年期障害の軽減が期待できる。
イソフラボンはヒトに対する悪影響も懸念されており（詳しくはイソフラボンを参照）、内閣府食品安全委員会は、食品とサプリメントを合わせた一日摂取許容量を、一日あたり70 - 75mgに設定している。なお日本人の食品由来の大豆イソフラボン摂取量は15 - 22mg、多い人でも40 - 45mg程度である。
乳がんの抑制として大豆麹が注目されている。乳がんの原因としてエストロゲン過多がある。女性ホルモンのエストロゲンは多すぎるとDNAを損傷させ癌化の原因となる変異原性となるが、それを抑制する抗変異原性が麹や大豆、特に大豆麹の発酵食品にあることがわかった。乳がん発生率は西洋諸国よりも東洋諸国のほうが低い、これは大豆の摂取量が関係している。東洋人や菜食主義者など大豆を多く食べる人々は尿中のエストロゲンの排出量が多い。大豆イソフラボノイド化合物がエストロゲンと似た構造を有するために同様の生理作用をもたらすためだと考えられる。しかし、大豆製品の中でも作用に違いがあり、非発酵大豆や、発酵大豆でも納豆や醤油は抗変異原性が低く、味噌やテンペの抗変異原性が高い。これは麹が生産するβ-グルコシターゼの活性により、イソフラボンの配糖体がアグリコンに変化することが関係していると考えられる。その効果が大豆麹の味噌では効果が強く、中でもベータグルコシターゼの活性が強い麹菌は「アグリコン」として流通している。一方で発酵大豆でも納豆ではβ-グルコシターゼの作用が弱く、醤油では変化したアグリコンがさらに変化してしまい抗変異原性が低くなると考えられる。
イソフラボン摂取が多い対象者では、認知機能障害のリスクが高かった。一方で、大豆製品の摂取量、豆腐、みそ、納豆、発酵大豆食品の摂取量は、認知機能障害との統計学的有意な関連は認められなかった。さらに、大豆の腸内細菌の代謝物であるエクオールに認知症リスクを低下させる可能性が報告されている。

### 微量タンパク質
生の大豆には微量含まれるタンパク質がいくつか存在する。その1つにトリプシン・インヒビターがあり、生の大豆で活性がある。生の大豆を飼料としてラットに大量摂取させると成長阻害や膵臓肥大が起こることが報告されている。この膵臓肥大は、腸内で阻害されるトリプシンを補うための膵臓の機能亢進の結果として生じると考えられる。生の大豆粉はラットの膵臓癌と相関するという報告があるが、加熱調理済みの大豆粉の発ガン性は認められていない。ラットに与えられている大豆の量は、人間が通常摂食する量に比べてはるかに大きく、また人間は生で大豆を食べず、調理することで微量なタンパク質の活性は極めて小さくなる。別の研究において大豆トリプシンインヒビターをラットとマウスに与えると、短期間（28日間）の実験において膵臓肥大を起こしたが、長期間（95週間）での実験では、マウスでは病変は観察されず、ラットでは膵臓病理が観察され、短期間の実験での膵臓肥大から長期間の病変形成は予測できないことが報告されている。豚に大豆トリプシン・インヒビターを含む餌を与えた研究では、6週齢と39週齢のどちらも膵臓細胞に影響がなく、血漿中のコレシストキニン、血清アミラーゼ活性などにも影響がなかった。またサルについてトリプシン・インヒビターによる膵臓肥大は観察されず、ラット、豚、サルにおいて加熱した大豆粉や分離大豆タンパクによる悪影響がなかったことが報告されている。2020年に公表された多目的コホート研究で、ヒトの非発酵性大豆食品摂取量と膵がん罹患リスクが関連していることが指摘されたが、発酵性大豆食品摂取量とは関連していないことが指摘されている。トリプシン・インヒビターには、マウスにおいてがんの肺転移や肝転移を抑制したり、がん抑制遺伝子の発現を高めたり、がんの増殖を抑制することが報告されており、がんの発生予防や治療にその効果が期待されている。

## 環境への影響
BSE問題が顕在した結果、それまで畜産飼料として利用されていた肉骨粉の利用が規制され、それに伴い、肉骨粉に替わるタンパク質源としてダイズ種子の利用が急激に増えた。需要が急増したため、南米諸国、特にブラジルやアルゼンチンでの栽培が増えた。その結果、アマゾンの熱帯雨林において、大豆生産のためのプランテーションの大規模な開発が行われており、それによる森林の消失が問題になっている。

## 日本文化
日本においては、節分の日に炒った大豆をまく「豆撒き」の風習がある。
大豆の生豆を噛みつぶし、それを子供の頭の上に塗るとかんの虫が切れるという風習が長野県秋山郷地方に伝承されている。

## 参考文献

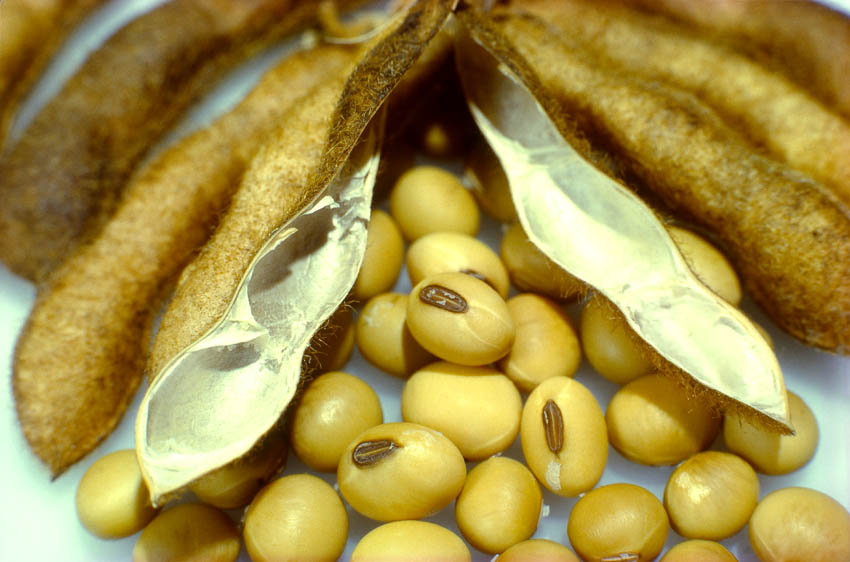
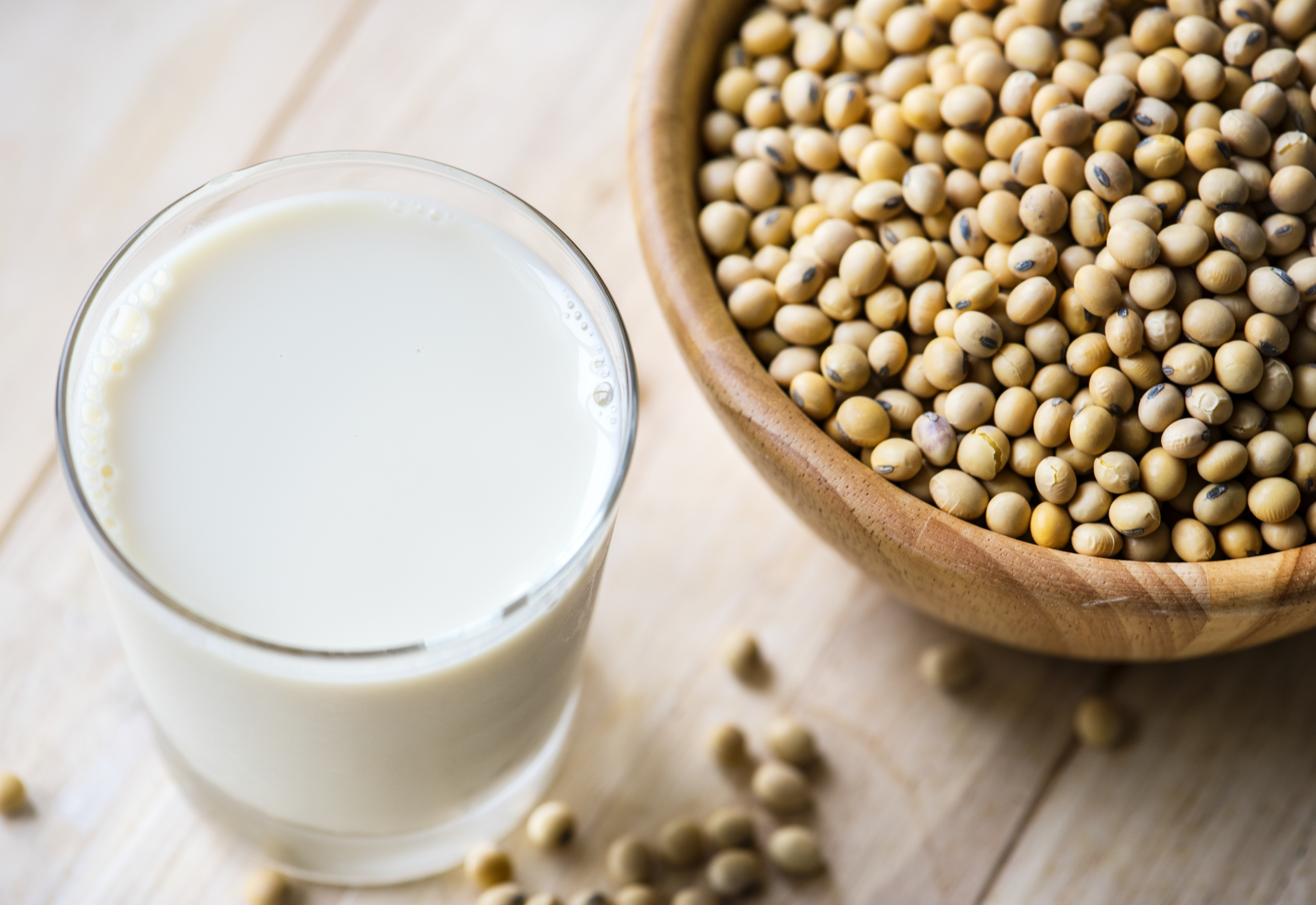
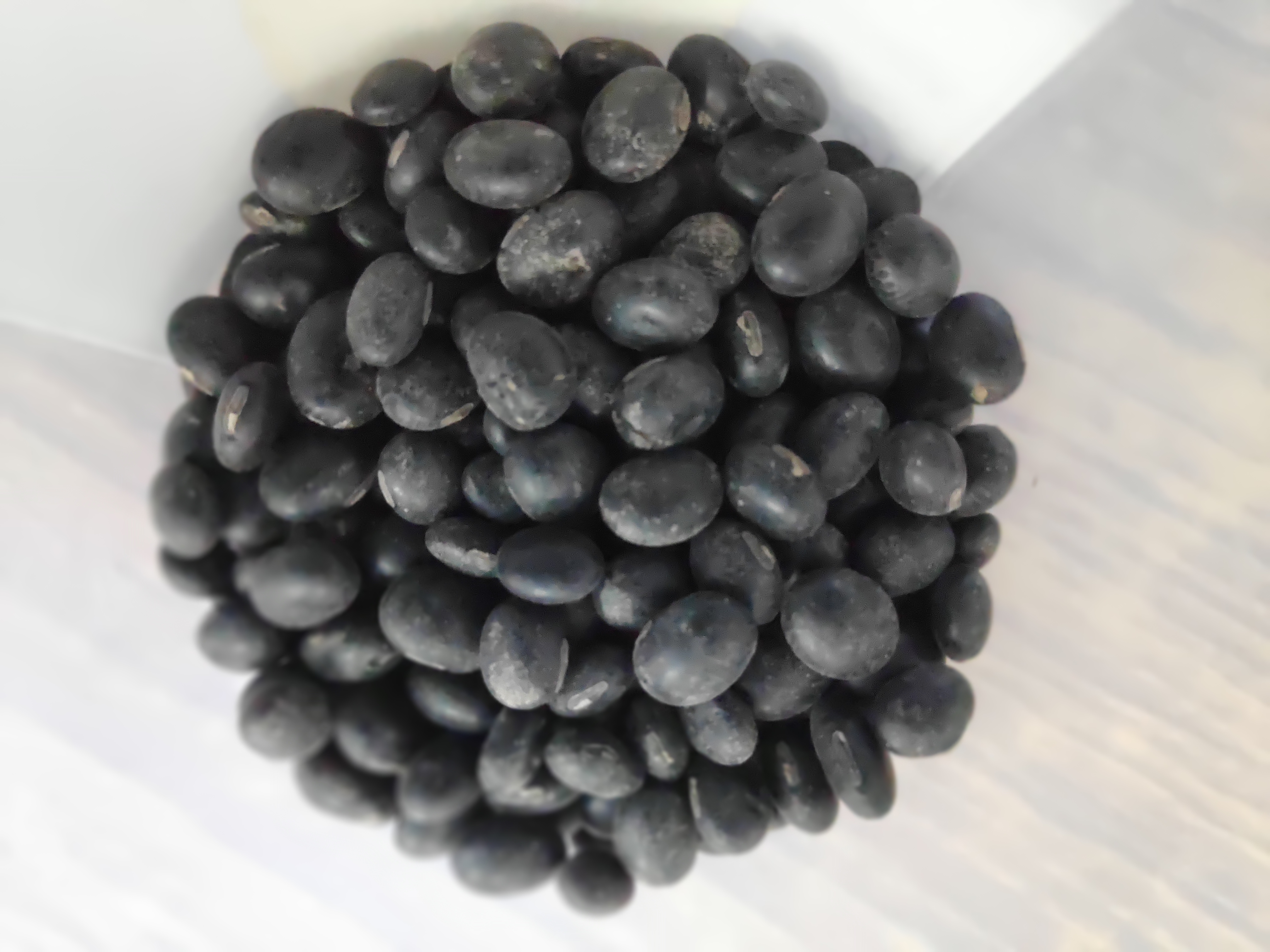
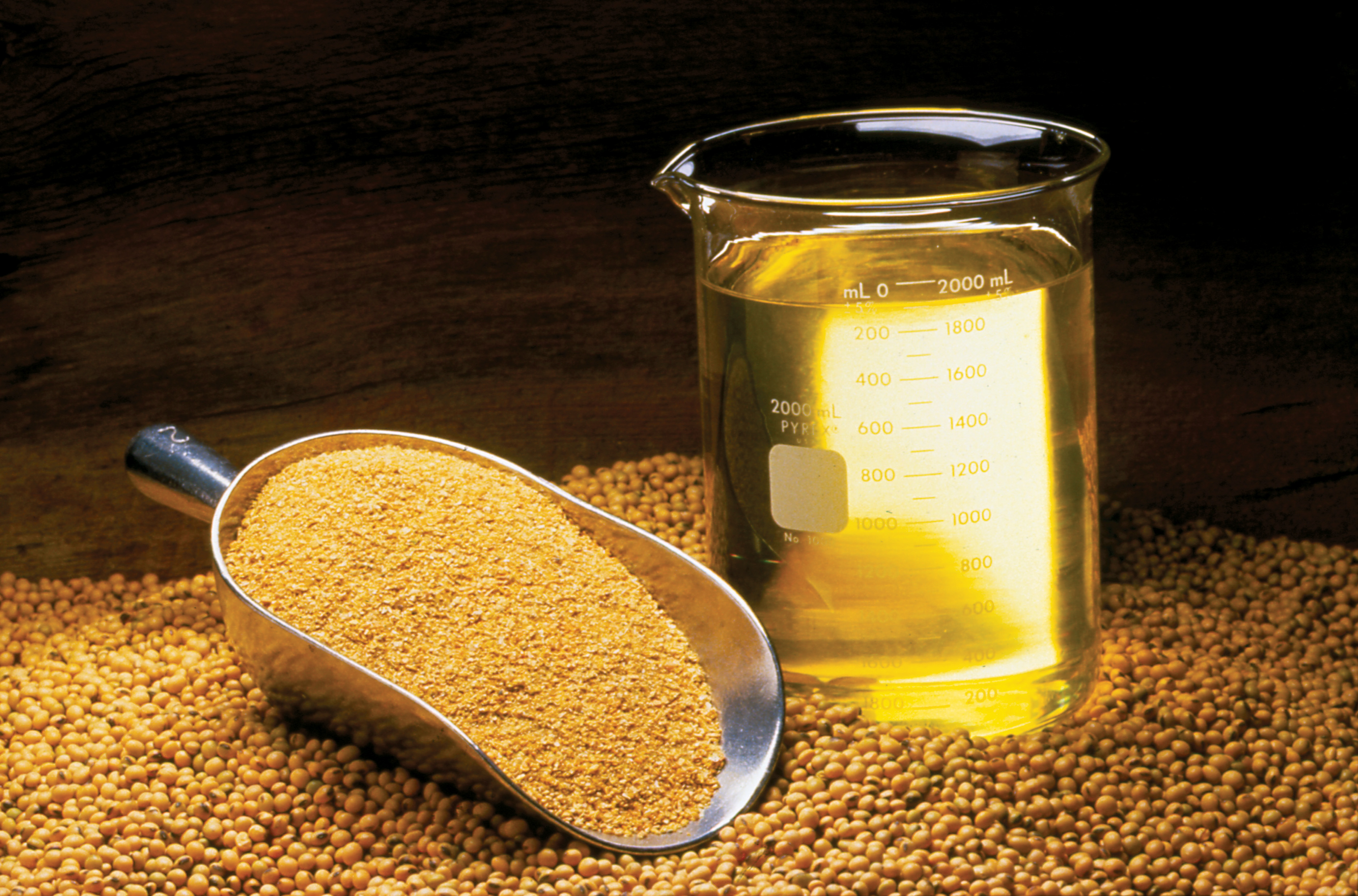
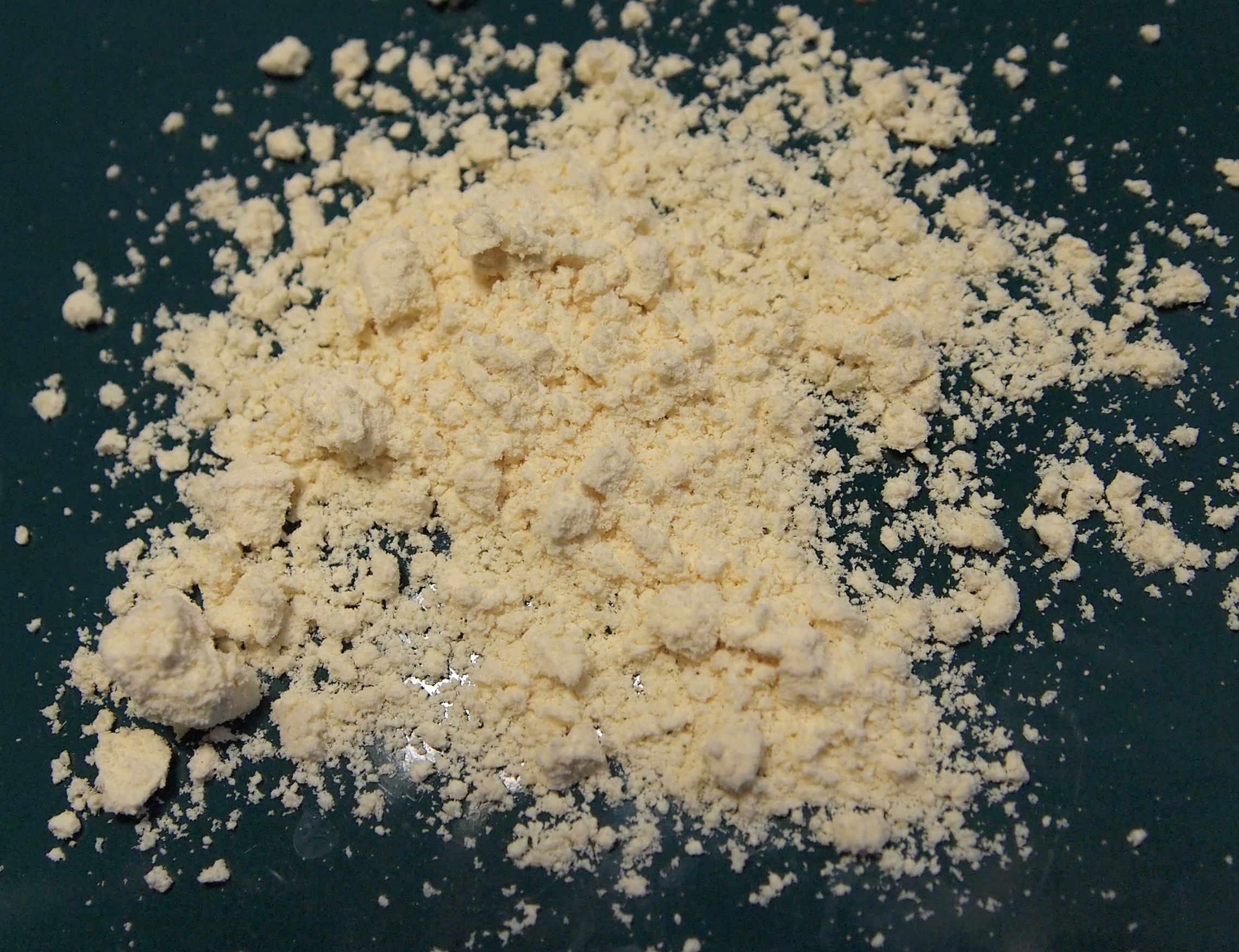